# 長谷川朝晴
長谷川 朝晴（はせがわ ともはる、1972年3月19日 - ）は、日本の俳優である。千葉県四街道市出身。カクタス所属。既婚。身長174cm。血液型はO型。

## 経歴
千葉県立千葉北高等学校、明治大学文学部卒業。大学在学中は「騒動舎」に所属。1993年にジョビジョバのメンバーとしてデビュー。
所属事務所はファイズマンエンターテインメント・イイジマルームを経て、現在はカクタスに所属している。

## 出演

### 映画
- アドレナリンドライブ（1999年6月12日、日本出版販売/ゼアリズエンタープライズ） - 川上 役
- スペーストラベラーズ（2000年4月8日、東映）「ジョビジョバ」メンバーとして出演
- LOVE SONG（2001年4月28日、ソニー・ピクチャーズ エンタテインメント） - 自転車の青年 役
- ショコキ!（2001年10月13日、ゼアリズエンタープライズ）「ジョビジョバ」メンバーとして出演
- DRIVE（2002年8月24日、日本ヘラルド映画）「ジョビジョバ」メンバーとして出演
- 監督感染「KENENN」（2003年11月29日、ギャガ・コミュニケーションズ）
- 代々木ブルース「最終回・地図とミサイル」（2006年7月1日、MOVING PICTURES JAPAN）
- おいしい殺し方 A Delicious Way to Kill（2006年8月26日、ギャガ・コミュニケーションズ）
- 気球クラブ、その後（2006年12月23日、エム・エフボックス）
- 探偵物語（2007年9月29日、メディア・ワークス）
- ハッピーフライト（2008年11月15日、東宝） - 渡辺忠良 役
- かずら（2010年1月30日、クロックワークス） - 空港係員 役
- 掌の小説 第2話「有難う」（2010年3月27日、エースデュース） - 信吾 役
- ハッピーエンド（2010年6月26日）
- ヘヴンズ ストーリー（2010年10月2日、ムヴィオラ） - トモキ 役
- スクールガール・コンプレックス〜放送部篇〜（2013年8月17日、S・D・P） - ユキヤ 役
- 劇場版エンドレスアフェア〜終わりなき情事〜（2014年10月11日、アスミック・エース/LaLa TV） - 葉山弘毅 役
- 4/猫 ねこぶんのよん「ひかりと嘘のはなし」（2015年12月12日、東京テアトル）
- カノン（2016年10月1日、KADOKAWA） - 和彦 役
- お父さんと伊藤さん（2016年10月8日、ファントム・フィルム） - 兄、山中潔 役[1]
- 咲-Saki-（2017年2月3日、プレシディオ） - 宮永界 役[2]
- 心に吹く風（2017年6月17日、松竹ブロードキャスティング/アーク・フィルムズ） - リョウスケの友人 役
- 銀魂（2017年7月14日、ワーナー・ブラザース映画）
- ミドリムシの夢（2019年11月16日） - 八重樫 役
- ファンシー（2020年2月7日、日本出版販売） - 国広 役
- 尾かしら付き。（2023年8月18日、ムービーウォーカー） - 宇津見龍成 役[3]
- 本を綴る（2024年10月5日、アークエンタテインメント）[4]
- ハオト（2025年8月8日、渋谷プロダクション） - 蓬 役[5]

### Web映画
- 赤ずきん、旅の途中で死体と出会う。（2023年9月14日配信、Netflix） - 侍従長 役[6][7]

### テレビドラマ

#### NHK
- 大河ドラマ
  - 義経（2005年） - 鷲尾義久（三郎） 役
  - 龍馬伝（2010年） - 松平容保 役
  - 真田丸（2016年） - 伊達政宗 役
- 慶次郎縁側日記3 第5回「可愛い女」（2006年11月9日） - 源次 役
- グッジョブ -Good job-（2007年） - 高橋良男 役
- 星新一ショートショート 第2回「常識」（2008年）
- Q.E.D. 証明終了 第2話（2009年1月15日）
- 土曜ドラマ
  - 風に舞い上がるビニールシート（2009年） - 千石高明 役
  - チェイス〜国税査察官〜 第1話（2010年4月） - 川島圭介 役
- 嘆きの美女（2013年1月、NHK BSプレミアム） - 浜島宗佑 役
- いつか陽のあたる場所で（2013年） - 佐伯浩太郎 役
- 神谷玄次郎捕物控（NHK BSプレミアム） - 直吉 役
  - 神谷玄次郎捕物控（2014年4月 - 5月）
  - 神谷玄次郎捕物控2（2015年4月 - 5月）
- 初恋芸人 第5話「女神がボクにウソをついた!」（2016年3月29日、NHK BSプレミアム） - プロデューサー 役
- PTAグランパ! - 内田弘之 役
  - PTAグランパ!（2017年4月 - 5月）
  - PTAグランパ!2（2018年4月 - 5月）
- この世にたやすい仕事はない（2017年） - 田所マサル 役
- NHKスペシャル未解決事件（2018年1月27日） - 朝日新聞特命取材班記者 粕谷卓志 役
- デイジー・ラック（2018年4月 - 6月） - 岩代隆 役
- 太陽を愛したひと 〜1964 あの日のパラリンピック〜（2018年8月22日） - 尾崎守 役
- しもべえ（2022年1月7日 - 3月25日） - 佐々木和馬 役

#### 日本テレビ
- 東京天使（1996年）
- 火曜サスペンス劇場
  - 取調室（2002年） - 熊沢孝之 役
- 戦国自衛隊・関ヶ原の戦い（2006年） - 武藤耕司 役
- 探偵学園Q 第9話「父と仲間が教えてくれたこと」（2007年8月28日） - 田中 役
- オー!マイ・ガール!!（2008年11月）
- OLにっぽん（2008年）
- 臨死!!江古田ちゃん（2011年1月） - マーくん 役
- 三毛猫ホームズの推理 第5話「回る殺人の怪!? 初恋の義太郎」・第6話「復讐の卒業写真…涙の女刑事」（2012年5月12日・19日） - 石井一馬 役
- 明日、ママがいない 第2話「9歳の母性本能。いたいけな少年を救え」（2014年1月22日） - 安田裕 役
- 頭に来てもアホとは戦うな!（2019年4月22日 - 6月24日） - 栗山勝 役
- DASADA（2020年1月16日 - 3月19日） - ゆりあのパパ 役
- 約束 〜16年目の真実〜（2024年4月11日 - ） - 速水康男 役[8]

#### 読売テレビ
- 伝説のマダム（2003年） - 木戸達也 役
- ライオン先生 第2話「脱いでビックリ」・第8話「お前も出会い系!?」（2003年10月20日・12月1日） - 中村元 役
- 駄目ナリ!（2004年） - 宇田川健吾 役
- 夢をかなえるゾウ 女の幸せ篇（2008年10月2日 - 12月25日） - 坂東剛 役
- FACE MAKER（2010年） - 内田保 役
- 名探偵コナン（2011年4月15日） - 和倉洋一 役
- 降り積もれ孤独な死よ 第9話（2024年9月1日） - 大家 役

#### TBS
- 友達の恋人（1997年）
- ケイゾク 第9話（1999年） - 目黒和樹 役
- 20歳の結婚（2000年）
- ナンバーワン（2001年）
- 元カレ（2003年） - 斎藤 役
- 花より男子（2005年） - 英徳学園2年C組担任 役
- ブラザー☆ビート（2005年） - 森村 役
- 3年B組金八先生スペシャル（2005年） - 内藤先生 役
- ゴッドハンド輝（2009年） - 岩永修 役
- 水戸黄門 第42部 第4話「剣に勝つ、医は仁術 -高田-」（2010年11月1日） - 長崎良庵 役
- LADY〜最後の犯罪プロファイル〜（2011年） - 武林弘一 役
- 専業主婦探偵〜私はシャドウ（2011年） - 福寿幸太郎 役
- ブラックボード〜時代と戦った教師たち〜 第三夜（2012年） - 倉上源太 役
- サマーレスキュー〜天空の診療所〜 第7話「診療所の危機!存続か廃止か」（2012年9月2日） - 平原優太 役
- とんび（2013年） - 小林 役
- クロコーチ（2013年） - 布袋善治郎 役
- ハートロス 〜虹にふれたい女たち〜（2016年10月2日、中部日本放送） - 山本雄太 役
- 咲-Saki-（2016年12月 - ） - 宮永界 役[2]
- きみが心に棲みついた（2018年） - 白崎達夫 役
- 大恋愛〜僕を忘れる君と 第1話「あなたを忘れない! 10年間の愛の物語…これは、神様がくれた最後の恋」（2018年10月12日） - 渡部伸夫 役
- 恋する母たち（2020年10月23日 - ） - 柴崎教諭 役
- 月曜ミステリー劇場→月曜ゴールデン→月曜名作劇場
  - ざこ検事 潮貞志の事件簿2（2004年3月15日） - 沼田良輔 役
  - 横山秀夫サスペンス ネタ元（2005年9月5日） - 矢崎慶太 役
  - 十津川警部シリーズ36「河津・天城連続殺人事件」（2006年1月9日） - 瀬川渉 役
  - 探偵 左文字進11「完璧な犯罪」（2007年11月5日） - 仙川武志 役
  - 税務調査官・窓際太郎の事件簿19（2009年10月12日） - 千葉恒雄 役
  - 沈黙の法廷・赤と黒（2010年8月30日） - 高梨正継 役
  - 浅見光彦シリーズ29「菊池伝説殺人事件」（2011年2月7日） - 辻綾一 役
  - ヤメ判 新堂謙介 殺しの事件簿
    - ヤメ判 新堂謙介 殺しの事件簿1（2011年4月4日） - 高部直哉 役
    - ヤメ判 新堂謙介 殺しの事件簿4（2016年9月5日） - 桐谷達也 役

  - 世直し公務員ザ・公証人10（2012年2月27日） - 藤野誠司 役
  - 駅弁刑事・神保徳之助7（2013年5月13日） - 河原武敏 役
  - 世田谷駐在刑事3（2015年8月10日） - 大谷文雄 役
  - 横山秀夫サスペンス 陰の季節（2016年4月18日） - 上原勇三 役
    - 横山秀夫サスペンス 刑事の勲章（2016年4月25日）

  - 警視庁機動捜査隊216VI「絶てない鎖」（2016年9月12日） - 里田浩輔 役
  - はぐれ署長の殺人急行1「九十九里浜迷宮ダイヤ」（2016年12月5日） - 朝霧一 役

#### フジテレビ
- 小市民ケーン（1999年） - 竹内和也 役
- 世にも奇妙な物語
  - '99秋の特別編「モザイク」（1999年）
  - '04秋の特別編「不幸せをあなたに」（2004年） - 金森裕樹 役
  - '19雨の特別編「しらず森」（2019年6月8日） - 長田昭彦 役
  - '21秋の特別編「金の卵」（2021年11月6日） - 一ノ瀬克彰 役[9]
- ラブ・レボリューション（2001年）
- 悪夢のエレベーター（2007年）
- まるまるちびまる子ちゃん 第15話（2007年8月9日）- ヒデじい（青年） 役
- 33分探偵 第1話「麗しの花嫁 殺人事件」（2008年） - 藤田博史 役
- ガリレオΦ（2008年） - 紺野宗介 役
- 医龍 -Team Medical Dragon-3 第2話「花嫁が迫られた命より重い選択! 神の手vs悪魔の指先」（2010年10月21日） - 山口義孝 役
- マルモのおきて 第1話「独身男と双子が家族!? 犬がつなげた絆」（2011年） - 久保 役
- アンフェア the special～ダブル・ミーニング 二重定義 （2011年9月23日） - 松田昇 役
- カエルの王女さま 最終話「涙のラストソング」（2012年） - 鴻池瞬也 役
- 松本清張没後20年特別企画・危険な斜面（2012年） - 浜中 役
- TOKYOエアポート〜東京空港管制保安部〜（2012年） - 岡本哲治 役
- ショムニ2013 第8話「号泣…元カノ現れ、花嫁姿にサヨナラ」（2013年） - 吉川部長 役
- ファーストクラス 第2話（2014年） - 実川 役
- 戦う!書店ガール 第1話・第2話（2015年） - 柴田駿介 役
- 警視庁いきもの係（2017年） - 日塔始 役
- 民衆の敵〜世の中、おかしくないですか!?〜 第1話・第4話（2017年10月23日） - 西村健吾 役
- 絶対零度〜未然犯罪潜入捜査〜 Case.07「集合住宅に潜む殺人者」（2018年8月20日） - 喜多野冬樹 役
- 後妻業（2019年、関西テレビ） - 佐藤司郎 役
- 10の秘密（2020年） - 只見政人 役
- アンサング・シンデレラ病院薬剤師の処方箋 第5話（2020年8月13日、フジテレビ） - 畑中聡 役
- 競争の番人 第1 - 3話（2022年7月11 - 25日、フジテレビ）- 豊島浩平 役
- 金曜エンタテイメント
  - 寸劇刑事〜危機一発!踊るヌイグルミ劇団・スナイパーを追え〜（2004年8月6日） - 小倉博 役
- 金曜プレステージ
  - ひみつな奥さん3（2008年） - 田代聖 役
  - 愛はみえる〜全盲夫婦に宿った小さな命（2010年9月3日） - 中島紀夫 役
  - 東野圭吾3週連続スペシャル・11文字の殺人（2011年6月10日） - 川津雅之 役
  - 警部補・元山純平（2011年8月19日） - 北川英資 役
  - スペシャルドラマ・鬼女（2013年6月28日） - 岡部慶介 役
- 赤と黒のゲキジョー
  - 浅見光彦シリーズ51「中央構造帯」（2014年12月5日） - 田中誠一 役

#### 東海テレビ
- 契約結婚（2005年） - 福田信太郎 役
- 花衣夢衣（2008年） - 安藤卓也 役
- 明日の光をつかめ2（2011年） - 小野誠 役
- 白衣のなみだ 第一部「余命」・第二部「慈命」・第三部「使命」（2013年） - 置田龍太郎 役
- 癒し屋キリコの約束（2015年） - 小出清助 役[10]
- 大誘拐2018（2018年12月14日） - 柳川国二郎 役

#### テレビ朝日
- 相棒
  - season1 第8話「仮面の告白」（2002年11月27日） - 黒岩繁 役
  - season18 第4話「声なき声」（2019年10月30日） - 中川敬一郎 役
- 霊感バスガイド事件簿 最終話「さよなら霊感バスガイド」（2004年6月18日）
- 松本清張 けものみち（2006年） - 間宮悦郎 役
- 警視庁捜査一課9係 season1 第4話「強盗ゲーム」（2006年5月10日） - 安田久司 役
- アンナさんのおまめ 第6話（2006年） - 火車ワタル 役
- 帰ってきた時効警察 第3話（2007年4月27日） - 内偵者9 役
- 玉蘭（2007年6月16日） - 穂積伸哉 役
- 京都地検の女 第4シリーズ（2007年10月25日 - 12月20日） - 白井清志 役
- 刑事一代 平塚八兵衛の昭和事件史（2009年） - 佐藤圭作 役
- 科捜研の女 SEASON 9 第2話「欠けた指紋！飛沫血痕に隠された秘密!!」（2009年7月9日） - 水野義彦 役
- 交渉人〜THE NEGOTIATOR〜 第2シリーズ 第3話「二重誘拐!? 身代金1億を運ぶ女」（2009年11月5日） - 砂山卓司 役
- エンゼルバンク〜転職代理人 第5話「夫の会社が危ない!? 倒産危険度チェック」（2010年2月18日） - 内藤浩也 役
- 警視庁失踪人捜査課 第3話「ミステリーの女王に驚愕の秘密」（2010年4月、朝日放送共同制作） - 饗庭孝 役
- 女刑事みずきスペシャル（2010年6月24日） - 笠原刑事 役
- ナサケの女〜国税局査察官〜（2010年） - 遠藤幸男 役
- 遺留捜査
  - 第1シーズン 第8話「つぶれた指輪」（2011年6月1日） - 水嶋達彦 役
  - スペシャル（2014年8月9日） - 松永伸一 役
  - 第6シーズン 第5話「コース連続爆破!? 狙われたマラソン大会!! 組紐に込められた犯行動機とは!?」（2021年2月11日） - 稲葉祐介 役
- バラ色の聖戦 30歳2児の母、モデルになる。（2011年） - 三木敦司 役
- 火車（2011年） - 森田宏 役
- 聖なる怪物たち（2012年） - 平井邦夫 役
- 13歳のハローワーク 第2話「バブルで一番美味しい仕事を教えて!!!!」（2012年1月20日） - 村山和夫 役
- 都市伝説の女 第6話「東京タワー&スカイツリーの伝説! テレビ局殺人」（2012年5月18日） - 須貝博幸 役
- ダブルス〜二人の刑事（2013年） - 牧野聡 役
- 最も遠い銀河（2013年） - 横田将士 役
- ドラマスペシャル 家政婦は見た!（2014年3月2日） - 上原雄次郎 役
- TEAM -警視庁特別犯罪捜査本部- 最終話「殺人を見ていた婚約指輪」（2014年6月11日） - 沢村和也 役
- 新春ドラマスペシャル DOCTORS〜最強の名医〜2015（2015年1月4日） - 桐ヶ谷純 役
- 復讐法廷（2015年2月7日） - 安田陽一 役
- 出入禁止の女〜事件記者クロガネ〜（2015年） - 近松昇太郎 役
- 天使と悪魔-未解決事件匿名交渉課-（2015年） - 宇田川賢 役
- 刑事7人
  - SEASON1 第7話「自首した男」（2015年8月26日） - 溝口智也 役
  - SEASON8 第2話「新人刑事VS解剖医…2つの遺体の優先順位」（2022年7月20日） - 堀尾一郎 役
- 警視庁・捜査一課長
  - season1 最終話「さらば大岩一課長…暴かれた衝撃の過去！冤罪で服役した母娘が復讐!? 180年前の浮世絵に描かれたスカイツリーと連続殺人の謎」（2016年6月23日） - 田辺健三 役
  - 正月スペシャル（2020年1月3日） - 片倉義彦 役
- ドクターX〜外科医・大門未知子〜 第4シリーズ（2016年） - 赤井富夫 役
- 越路吹雪物語（2018年） - 真木小太郎 役
- 大女優殺人事件（2018年） - 院殿寿郎 役
- 未解決の女 警視庁文書捜査官 シーズン1 - 藤枝信也 役
  - 第7話「最終章! 三億円事件時効寸前!! 美女が失踪1キロ動く死体!?」（2018年5月31日）
  - 最終話「さらば矢代!! 三億円事件…文書改ざんで殺人連鎖!?」（2018年6月7日）
- ヒモメン 第4話「彼女のため就職!! クソ上司と闘うヒモ社員!?」（2018年8月18日） - 手柴室長 役
- 名探偵・明智小五郎（2019年3月30日・31日） - 恒川亨 役
- 家政夫のミタゾノ 第3シリーズ 第5話「2億で家買う女の秘密を暴くタピオカ」（2019年5月17日） - 梅小路悠一 役
- テレビ朝日開局60周年記念 5夜連続ドラマスペシャル・山崎豊子 白い巨塔（2019年5月22日 - 26日） - 金井達夫 役
- ランウェイ24（2019年7月 - 9月、朝日放送） - 新開浩平 役
- 騎士竜戦隊リュウソウジャー 第41話「消えた聖剣」（2020年1月12日） - 撮影の監督 役
- ケイジとケンジ〜所轄と地検の24時〜 第6話「消えた死体!?」（2020年2月20日） - 半田一郎 役
- BG〜身辺警護人〜 第2章 第3話「狙われた女医! 手術までの24時間警護!!」（2020年7月2日） - 小暮裕太 役
- 桜の塔 - 高杉賢剛 役
  - 第1話「警察官25万人の頂点へ! 失敗できない出世バトル…!!」（2021年4月15日）
  - 第2話「俺を撃て!! 勝率1%の昇進バトル」（2021年4月22日）
  - 第3話「同期を救え!! 裏切り者上司を暴け」（2021年4月29日）
- 女系家族（2021年12月4日・5日） - 矢島良吉 役[11]
- 特捜9 season5 第8話「乙女探偵」（2022年5月25日） - 早坂長平 役
- 仮面ライダーギーツ - 平孝人 / 仮面ライダーギンペン 役[12]
  - 1話「黎明F：ライダーへの招待状」（2022年9月4日）
  - 2話「邂逅I：宝さがしと盗賊」（2022年9月11日）
- 七人の秘書スペシャル（2022年10月2日） - 代島和也 役[13]
- PJ 〜航空救難団〜（2025年4月24日 - 6月19日） - 滝岡賢 役[14]
- 土曜ワイド劇場→土曜プライム・土曜ワイド劇場
  - 鉄道捜査官シリーズ  - 望月春樹 役
    - 鉄道捜査官5（2005年6月4日）
    - 鉄道捜査官6（2005年10月1日）
    - 鉄道捜査官7（2006年5月13日）
    - 鉄道捜査官8（2007年9月29日）
    - 鉄道捜査官9（2008年10月11日）
    - 鉄道捜査官10（2009年5月30日）
    - 鉄道捜査官11（2010年4月10日）
    - 鉄道捜査官12（2011年4月30日）
    - 鉄道捜査官13（2012年5月5日）
    - 鉄道捜査官14（2014年5月3日）
    - 鉄道捜査官15（2015年4月4日）
    - 鉄道捜査官16（2016年10月8日）
    - 鉄道捜査官17（2017年6月11日） - 日曜ワイド枠で放送
    - 鉄道捜査官18（2018年5月13日） - 日曜プライム枠で放送

  - 橘京子の調査報告書（2005年10月15日） - 佐藤博之 役
  - 京都南署鑑識ファイルシリーズ - 常盤康介 役
    - 京都南署鑑識ファイル2（2005年12月10日）
    - 京都南署鑑識ファイル3（2006年11月4日）
    - 京都南署鑑識ファイル4（2009年7月25日）
    - 京都南署鑑識ファイル5（2010年11月6日）
    - 京都南署鑑識ファイル6（2011年8月13日）
    - 京都南署鑑識ファイル7（2012年7月29日）
    - 京都南署鑑識ファイル8（2014年6月14日）
    - 京都南署鑑識ファイル9（2015年6月20日）
    - 京都南署鑑識ファイル10（2016年4月2日）
    - 京都南署鑑識ファイル11（2017年7月23日） ※2
    - 京都南署鑑識ファイル12（2018年4月1日） ※1

  - 家賃ハンター真鍋倫子の事件簿（2006年5月20日） - 宮田一 役
  - 棟居刑事の純白の証明（2007年2月10日） - 本庄悠太 役
  - 湘南探偵物語（2008年2月16日） - ヤマダ 役
  - 弁護士・茜沢翔子の人生相談承ります（2008年9月20日） - 速見一平 役
  - 火災調査官・紅蓮次郎9（2009年4月25日） - 芳村正樹 役
  - 内田康夫サスペンス・福原警部1（2009年6月6日） - 神永洋二 役
  - 終着駅シリーズ23「死差路」（2009年10月10日） - 川原潔 役
  - 司法教官・穂高美子2（2012年9月1日） - 上田保夫 役
  - 特別企画・冤罪死刑（2013年11月23日） - 山崎哲也 役
  - ヤメ検の女4（2013年12月21日） - 佐々木康祐 役
  - おとり捜査官・北見志穂18（2014年4月5日） - 山路康介 役
  - 温泉 (秘) 大作戦14（2014年8月16日） - 久本洋司 役
  - 人類学者・岬久美子の殺人鑑定5（2014年11月8日） - 岩崎卓人 役
  - セイアン〜生活安全特捜隊（2014年11月29日） - 占部末雄 役
  - 法医学教室の事件ファイル
    - 法医学教室の事件ファイル40（2015年2月14日） - 飯島伸一 役
    - 法医学教室の事件ファイル44（2018年8月12日） - 室井和正 役（日曜プライム枠で放送）

  - おみやさんスペシャル（2016年2月13日） - 堀内洋介 役
- ミステリースペシャル
  - 狩矢父娘シリーズ18「京都〜神戸プロポーズ殺人事件！」（2017年3月23日） - 梅宮祐介 役
- 日曜ワイド
  - 警視庁さがし物係（2018年2月11日） - 東海林忠司 役 ※2
- 日曜プライム
  - テレビ朝日開局60周年記念・松本清張ドラマスペシャル 疑惑（2019年2月3日） - 山田康一郎 役 ※3
  - 刑事ゼロ スペシャル（2019年9月15日） - 宮浦逸夫 役 ※3

#### 朝日放送
- 恋するベトナム（2004年） - 山田一正 役
- 検事・鬼島平八郎 第3話「女検事の黒い秘密」（2010年11月5日） - 九条誠 役

#### テレビ東京
- 竜馬がゆく（2004年1月2日） - 近藤長次郎 役
- 主水之助七番勝負〜徳川風雲録外伝〜 第3話「仇討ち無用!」（2008年11月3日） - 佐兵次 役
- 明日をあきらめない…がれきの中の新聞社〜河北新報のいちばん長い日〜（2012年3月4日） - 武田俊郎 役
- マルホの女〜保険犯罪調査員〜 第2話「“完璧主義”の花嫁！凸凹コンビが追う婚活サイトの罠」（2014年4月18日） - 和田賢介 役
- アオイホノオ 第5話「嗚呼、東京」（2014年8月16日） - 横山 役
- 松本清張特別企画 喪失の儀礼（2016年3月30日） - 萩原雄一 役[15]
- ドクター調査班〜医療事故の闇を暴け〜 第5話「完全犯罪…狙われた患者3人!? 消えた抗癌剤トリック」（2016年5月20日） - 稲葉潤一 役
- 潜入捜査アイドル・刑事ダンス - 立花力丸 役
  - 第7話「言い訳BABY」（2016年11月19日）
  - 第8話「ブッチャケ男達」（2016年11月26日）
  - 最終話「終われないダンス」（2016年12月24日）
- 孤独のグルメ Season6 第12話（2017年7月1日） - 渡辺正義 役
- 新春ドラマスペシャル・娘の結婚（2018年1月8日） - 高野 役
- 極道めし 第2話「涙の野沢菜めし」（2018年7月21日、BSジャパン） - 松本刑事 役
- テレビ東京開局55周年特別企画 ドラマスペシャル・あまんじゃく 元外科医の殺し屋が医療の闇に挑む!（2018年9月24日） - 近田好雄 役
- 忘却のサチコ - 姫村光 役
  - 第1歩「食べて! 忘れる! ごほうビーフ」（2018年10月12日）
  - 第11歩「YO! 夜明けのソルロンタン」（2018年12月21日）
  - 最終歩「さらば! 嵐を呼ぶ石狩鍋」（2018年12月28日）
- 駐在刑事 Season1（2018年10月19日 - 12月7日） - 岩淵真一 役
- 記憶捜査〜新宿東署事件ファイル〜 第1話「"新宿を全て記憶"伝説の刑事が暴く殺人トリック!! 31年越しの復讐と杉のDNA? "昭和64年1月7日"に見た幻の神田川!?」（2019年1月18日） - 飯村勇斗 役
- よつば銀行 原島浩美がモノ申す!〜この女に賭けろ〜 第5話「絶対儲かるアパート経営のワナ!! 1億円の貯金偽造」（2019年2月18日） - 香坂久尊 役
- ハル〜総合商社の女〜 第3話「絶対に渡さない…! 悪質買収VS子供たちの"夢の消しゴム作戦" 10年ぶりの父子再会」（2019年11月4日） - 及川忠志 役
- ゲキカラドウ 第2話「辛口激安スーパーと激辛焼肉」（2021年1月13日） - 西寺祐樹 役
- 警視庁ゼロ係〜生活安全課なんでも相談室〜 SEASON5 - 大平真人 役
  - 第9話「脳なし殺人事件 前編」（2021年6月25日）
  - 最終話「脳なし殺人事件 後編」（2021年7月2日）
- 弁護士ソドム 第4話「ついに見つけた父の謎!渉が見つける真実とは?」（2023年5月19日） - 岩瀬幸作 役
- ポケットに冒険をつめこんで（2023年10月20日 - 12月22日） - 小薬一親 役[16]
- さすらい署長 風間昭平スペシャル「とやま庄川峡殺人事件」（2024年6月24日） - 桑原泰三 役[17]
- 失踪人捜索班 消えた真実 第1話・第4話（2025年4月11日・5月2日） - 芝本功補 役[18]
- 能面検事 第7話（2025年8月22日〈予定〉） - 高橋大悟 役[19]
- 晩酌の流儀4 〜夏編〜（2025年夏〈予定〉） - 花田高春 役[20]
- 水曜ミステリー9→ミステリー特別企画
  - 大漁!釣り船弁護士（2006年7月26日） - 栗原浩也 役
  - ボディーガード（2007年2月14日） - 石井和也 役
  - 密会の宿8「北鎌倉心中 死ねなかった女」（2011年12月14日） - 藤尾拓哉 役
  - 刑事吉永誠一 涙の事件簿9（2012年6月20日） - 浜口善教 役
  - 捜査検事・近松茂道12「新潟〜佐渡殺人航路」（2012年8月22日） - 山下雅史 役
  - 松本清張没後20年特別企画・留守宅の事件（2013年4月24日） - 高瀬登 役
  - 検事・沢木正夫2「公訴取消し」（2014年12月24日） - 久能孝之 役
  - 共犯 元刑事 永井耕作の誘拐捜査（2016年6月1日） - 国分哲士 役
  - 特命おばさん検事! 花村絢乃の事件ファイル6（2019年12月20日） - 畠山省吾 役
- 月曜プレミア8
  - 大川と小川の時短捜査（2022年9月12日） - 吉川洋介 役

#### WOWOW
- 空飛ぶタイヤ（2009年） - 小諸直文 役
- 横山秀夫サスペンス 第2話「誤報」（2010年3月21日） - 久保木亮 役
- 再生巨流（2011年3月6日） - 鬼沢充史 役
- 造花の蜜（2011年） - 小川史郎 役
- 贖罪（2012年1月29日） - 村上圭太 役
- 人質の朗読会（2014年3月8日） - 堂島裕 役
- トクソウ（2014年5月11日 - 6月8日） - 萩原努 役
- 翳りゆく夏（2015年） - 岩瀬刑事 役
- 沈まぬ太陽（2016年） - 桜井均 役
- アキラとあきら（2017年） - 工藤武志 役
- トップリーグ（2019年10月5日 - ） - 野水亮介 役
- オペレーションZ〜日本破滅、待ったなし〜（2020年3月 - 4月） - 友坂慶太 役
- 鉄の骨（2020年4月18日 - 5月16日） - 北原慎司 役
- 世にも奇妙な君物語 第4話「13.5文字しか集中して読めな」（2021年3月26日） - 本田裕嗣 役
- だから殺せなかった（2022年1月9日 - 2月6日） - 黛真司 役

#### その他
- 時代劇法廷 CASE2「被告人は徳川慶喜」（2010年11月27日、時代劇専門チャンネル） - 徳川慶喜 役
- 特捜最前線2012（2012年10月1日、東映チャンネル） - 高柳清元 役
- エンドレスアフェア〜終わりなき情事〜（2014年8月23日・30日、LaLa TV） - 葉山弘毅 役
- 美の巨人たち（2013年ほか、テレビ東京）
- チバケンのマツモトさん。 (2021年5月1日、チバテレビ) - 松本清 役[21]

### Webドラマ
- 神児遊助のげんきのでる恋 第4話・第5話（2009年9月1日 - 、BeeTV) - 哲 役
- CROW'S BLOOD（2016年7月23日[注 1] - 8月27日、Hulu) - 小笠原孝治 役[22][23]
- 宇宙の仕事（2016年9月8日 - 、Amazon Prime Video） - 内閣府の人々 役
- &美少女 NEXT GIRL meets Tokyo 第5話（2017年5月3日、FOD) - 鈴木次郎 役
- 笑ゥせぇるすまん #11「ホワイト上司」（2025年8月1日、Amazon Prime Video）[24][25]

### バラエティ
- AKB48 SHOW!（NHK BSプレミアム

### 舞台
- 3つの事情（2003年、泪目銀座）
- 男性の好きなスポーツ（2004年、ナイロン100℃）
- キャンディーズ（2005年、G2プロデュース）
- わが闇（2007年 - 2008年、ナイロン100℃）
- 厨房（2008年、U-1グランプリ第2回公演）
- 東京月光魔曲（2009年 - 2010年、シアターコクーン、作・演出：ケラリーノ・サンドロヴィッチ）
- ナンシー（2010年）
- ブラザーブラザー（2013年）
- 君となら〜Nobody Else But You（2014年）
- 東京2/3（2017年、サンシャイン劇場、作：内村光良）
- リチャード三世（2017年）
- 常陸坊海尊（2019年）
- 真夏の夜の夢（2020年）
- 「バクマン。」THE STAGE（2021年）
- 鍵泥棒のメソッド→リブート（2024年）[26]
- カリズマ（2024年）[27]

### CM
- DCキャッシュワン
- KDDI
- 東京メトロ『Color your days.』（2013年4月 - ）